# Acétate d'ulipristal
L'acétate d'ulipristal est une molécule appartenant à la classe thérapeutique des modulateurs sélectifs des récepteurs de la progestérone (SPRM).
Comme les autres membres de cette famille, il entre en compétition avec la progestérone pour se lier à ces récepteurs, mais en module l'activité cytoplasmique (à effet rapide) et nucléaire (à effet plus lent). Dans le noyau de la cellule, l'acétate d'ulipristal modifie l'affinité des récepteurs de la progestérone à recruter certains cofacteurs transcriptionnels et par conséquent modifie l'expression génique. La présence de ces cofacteurs dans certains tissus plutôt que d'autres pourrait expliquer la modulation sélective, résultant en une activité agoniste dans certains tissus et antagoniste dans d'autres.

## Indication

### Contraception d'urgence
Cette molécule est une des deux principales molécules utilisées pour la contraception d'urgence, c'est-à-dire lorsqu'une femme en âge de procréer désire réduire le risque de grossesse non désirée après un rapport sexuel en l’absence de contraception ou de contraception suffisamment efficace.

Depuis 2009, il est le nouveau standard pour la contraception d'urgence. Dans cette indication, l'acétate d'ulipristal est commercialisé au niveau européen en dose unique de 30mg, sous la désignation EllaOne  et Ella aux USA (pilule fabriquée par le laboratoire HRA Pharma).Cette forme de contraception occasionnelle est appelée couramment « pilule du surlendemain » (par opposition à « pilule du lendemain », le Lévonorgestrel). En vérité, l'ulipristal doit être prise le plus tôt possible après le rapport sexuel, bien qu’elle puisse être efficace pendant toute la durée de survie des spermatozoïdes, soit cinq jours, au lieu de trois jours pour le lévonorgestrel. Cette pilule contraceptive ne peut pas agir si la fécondation a déjà eu lieu, mais, contrairement au Norlevo (Levonorgestrel), elle peut encore agir quand le rapport a eu lieu en période pré-ovulatoire, c'est-à-dire au moment où le risque de fécondation est le plus élevé. Le risque de grossesse est d'ailleurs près de deux fois plus faible qu'avec la pilule du lendemain dans les études cliniques comparatives dans les premières 72 heures,. Prise dans les premières 24 heures, elle permet de diviser le risque de grossesse par 6.
En France, EllaOne est en délivrance libre depuis le 1er avril 2015. Cette pilule, délivrée en pharmacie, est gratuite et remboursée à 100 % par l'Assurance Maladie pour toutes les femmes (mineures et majeures) depuis le 1er janvier 2023.
Aux Pays-Bas, l'ulipristal et les autres molécules de contraception d'urgence sont disponibles en pharmacie mais aussi en vente libre en supermarché et en parapharmacie (e.g., Kruidvat). En vente libre, il y a un risque dû au manque de contrôle sur une méconnaissance ou un mésusage. La dose efficace d'ulipristal (1x 30mg) y affiche un prix compris entre 15 et 22€.

### Prise en charge des fibromes utérins
La molécule est également utilisée pour la prise en charge médicamenteuse des fibromes utérins. Depuis sa première autorisation de mise sur le marché le 23 février 2012, l'acétate d'ulipristal est prescrit contre les fibromes utérins sous le nom d'Esmya (ou Fibristal au Canada). Il s'agit d'une pilule faiblement dosée fabriquée par le laboratoire Gedeon-Richter. Il s'agit d'une pilule contenant 5 mg d'acétate d'ulipristal à prendre chaque jour pendant 3 mois. Elle permet de réduire voire de bloquer des saignements (métrorragie) en quelques jours. Elle induit aussi la régression du volume des fibromes utérins. Un traitement de plus de 3 mois diminue d'autant le volume des fibromes, les faisant parfois disparaitre. Le mécanisme d'action de cette molécule n'est pas encore bien élucidé . Comme les autres SPRM, il module l'action de la progestérone , étant essentiellement antagoniste dans les tests fonctionnels, grâce à sa faculté de recruter des répresseurs transcriptionnels . Toutefois, son action spécifique de l'acétate d'ulipristal sur les fibromes reste mal comprise. In vivo, l'acétate d'ulipristal réduit la prolifération des cellules tumorales, induit leur mort par apoptose, réduit l'adhésion cellulaire via les intégrines, et diminue la fibrose présente dans ces tumeurs, probablement sous l'action des métalloprotéinases matricielles.

## Effets secondaires indésirables

### En dose unique (contraception)
EllaOne peut amoindrir l'action d'une contraception hormonale bien suivie par ailleurs, une méthode barrière fiable est donc recommandée jusqu'aux règles suivantes.

### En prise répétée (fibromes)
Lors d'un traitement à l'Esmya, les effets secondaires les plus fréquents sont une aménorrhée, un épaississement typique et bénin de l'endomètre (PRM-associated endometrial changes; PAEC), des bouffées de chaleur, une augmentation du taux de cholestérol dans le sang, des douleurs mammaires, pelviennes et des dysménorrhées, la fatigue, des œdèmes, des douleurs musculosquelettiques, une hyperhidrose, de l'acné, des maux de tête, des vertiges, des troubles émotionnels, etc.
En 2018, une série de cas de complications hépatiques a conduit l'EMA à suspendre les études cliniques à long-terme en vue d'une étude de sécurité. Cependant, quelques cas décrits comme des « lésions hépatiques d'origine médicamenteuse » (DILI) conduiront à la suspension en 2020 de l'Esmya en Europe et du retrait volontaire du Fibristal au Canada par le groupe pharmaceutique Allergan. En 2021, la molécule est encore prescrite en Asie, sans qu'une augmentation du risque ne soit constatée, suggérant que les complications hépatiques ne concernent que des patientes avec des troubles hépatiques sous-jacents.

## Contre-indications
- Asthme sévère[réf. nécessaire]
- Insuffisance hépato-cellulaire (ex : hépatite virale)[réf. nécessaire]